# Franz Höfer
Franz Höfer (* 6. Mai 1980) ist ein österreichischer Triathlet und mehrfacher Triathlon-Staatsmeister auf der olympischen Distanz (2005, 2009, 2010 und 2012) sowie auf der Halbdistanz (2011). Er wird in der Bestenliste Österreicher Triathleten auf der Ironman-Distanz geführt.

## Werdegang
Höfer betreibt Triathlon seit 1996 und startet vorwiegend bei Bewerben über die olympische Distanz.

### Staatsmeister Triathlon Kurzdistanz 2005
In Mieming in Tirol wurde er 2005 österreichischer Triathlon-Staatsmeister auf der Kurzdistanz (1,5 km Schwimmen, 40 km Radfahren und 10 km Laufen).

### Staatsmeister Triathlon Mitteldistanz 2011
Nach drei Titeln auf der olympischen Distanz in den Jahren 2005, 2009 und 2010 holte er sich im Juli 2011 auch den Staatsmeistertitel auf der doppelten olympischen Distanz (auch Halb- oder Mitteldistanz). Im August 2011 konnte er zum dritten Mal den Krems Triathlon gewinnen.

### Erster Start auf der Ironman-Distanz 2012
Bis 2012 war er als Bundesheer-Leistungssportler beim Österreichischen Bundesheer in Salzburg.
Im Juni 2012 holte er sich auf der Wiener Donauinsel seinen vierten Staatsmeistertitel auf der olympischen Distanz. Im Juli startete er erstmals auf der Ironman-Distanz und belegte in Klagenfurt den vierten Rang. Seit 2013 startet er als Profi-Athlet.
Franz Höfer startet für das Tri-Team Hallein und er war seit der Saison 2013 im Kader „Langdistanz“ des ÖTRV.
Beim Chiemsee-Triathlon wurde der damals 37-Jährige im Juni 2017 Zweiter hinter Jan Raphael auf der olympischen Distanz.
Er lebt in Sankt Pantaleon.

## Sportliche Erfolge
| Datum/Jahr    | Rang | Wettbewerb                                          | Austragungsort  | Zeit       | Bemerkung |
| ------------- | ---- | --------------------------------------------------- | --------------- | ---------- | --- |
| 29. Okt. 2017 | 47   | Challenge Forte Village Sardinia                    | Sardinien       |            | |
| 25. Juni 2017 | 2    | Chiemsee-Triathlon                                  | Chiemsee        | 02:04:40,9 | Zweiter auf der olympischen Distanz |
| 17. Juli 2016 | 3    | Trumer Triathlon                                    | Obertrum am See | 04:15:55   | auf der Mitteldistanz |
| 26. Juni 2016 | 1    | Chiemsee Triathlon                                  | Chiemsee        | 02:00:07   | Sieger auf der Kurzdistanz |
| 19. Juni 2016 | 2    | Alpen-Triathlon                                     | Schliersee      | 02:13:15   | Zweiter hinter Sebastian Neef |
| 1. Mai 2016   | 3    | Braunauer Sprinttriathlon                           | Braunau am Inn  | 01:09:56   | Dritter auf der Sprintdistanz (600 m Schwimmen, 29 km Radfahren und 6 km Laufen)                                                                                  |
| 13. Juni 2015 | 3    | Alpen-Triathlon                                     | Schliersee      |            | |
| 31. Aug. 2014 | 14   | Trans Vorarlberg Triathlon                          | Bregenz         | 04:22:44   | [ 4 ] |
| 2. Aug. 2014  | 2    | Alpen-Triathlon                                     | Schliersee      | 02:09:06,6 | |
| 20. Juli 2014 | 2    | Trumer Triathlon                                    | Obertrum am See | 04:18:40   | Zweiter auf der Halbdistanz |
| 29. Juni 2014 | 9    | Chiemsee Triathlon                                  | Chieming        | 03:57:55   | auf der Mitteldistanz |
| 16. Juni 2012 | 1    | ÖTRV Staatsmeisterschaft Triathlon Kurzdistanz      | Wien            | 01:54:18   | Neben Lisa Hütthaler bei den Frauen wurde Höfer beim Vienna City Triathlon auf der Wiener Donauinsel Staatsmeister über die olympische Distanz.                   |
| 9. Juni 2012  | 1    | Kirchbichl Triathlon                                | Kirchbichl      |            | |
| 20. Mai 2012  | 35   | Ironman 70.3 Austria                                | St. Pölten      | 04:17:50   | |
| 7. Aug. 2011  | 1    | Krems Triathlon                                     | Krems           | 01:49:16   | Sieger vor Dominik Berger |
| 24. Juli 2011 | 1    | Mostiman Triathlon                                  | Amstetten       |            | Sieger auf der olympischen Distanz bei der zweiten Austragung |
| 17. Juli 2011 | 1    | ÖTRV Staatsmeisterschaft Triathlon Mitteldistanz    | Obertrum am See | 04:10:29   | Sieger beim Trumer Triathlon und damit Österreichischer Staatsmeister über die doppelte olympische Distanz (1,9 km Schwimmen, 90 km Radfahren und 21,1 km Laufen) |
| 25. Juni 2011 | 32   | ETU Short Distance Triathlon European Championships | Pontevedra      | 01:52:47   | Europameisterschaft |
| 19. Juni 2011 | 51   | ITU World Championship Series 2011                  | Kitzbühel       |            | Start mit Wildcard beim dritten Rennen der Saison |
| 11. Juni 2011 | 2    | ÖTRV Staatsmeisterschaft Triathlon Kurzdistanz      | Wien            |            | Zweiter im Vienna City Triathlon bei der Staatsmeisterschaft auf der olympischen Distanz hinter dem Salzburger Lukas Hollaus                                      |
| 14. Mai 2011  | 1    | Sprint-Triathlon                                    | Großsteinbach   | 00:59:13   | Sieg auf der Sprintdistanz |
| 8. Mai 2011   | 46   | ITU Triathlon World Cup                             | Monterrey       | 01:51:02   | |
| 17. Apr. 2011 | 42   | ITU Triathlon World Cup                             | Ishigaki        | 01:53:35   | |
| 26. März 2011 | 64   | ITU Triathlon World Cup                             | Mooloolaba      | 01:56:41   | |
| 17. Okt. 2010 | 52   | ITU Triathlon World Cup                             | Tongyeong       | 01:57:44   | |
| 18. Sep. 2010 | 28   | Alpen-Triathlon                                     | Schliersee      | 02:06:46   | bei der Internationalen Deutschen Meisterschaft im Triathlon über die olympische Distanz (1,5 km Schwimmen, 40 km Radfahren und 10 km Laufen)                     |
| 21. Aug. 2010 | 58   | ITU Sprint Triathlon World Championships            | Lausanne        | 00:58:42   | 750 m Schwimmen, 20 km Radfahren und 5 km Laufen |
| Aug. 2010     | 1    | Krems Triathlon                                     | Krems           | 01:44:39   | |
| 12. Juni 2010 | 1    | ÖTRV Staatsmeisterschaft Triathlon Kurzdistanz      | Wien            | 01:52:16   | Neben Lydia Waldmüller bei den Frauen wurde Franz Höfer beim Vienna City Triathlon Staatsmeister über die olympische Distanz.                                     |
| 6. Juni 2010  | 51   | ITU World Championship Series 2010                  | Madrid          | 02:00:56   | |
| 22. Mai 2010  | 13   | ETU European Cup                                    | Senec           | 01:53:32   | [ 9 ] |
| 30. Juni 2009 | 2    | Salzburgerland Triathlon                            | Kuchl           | 01:49:32   | [ 10 ] |
| 12. Juni 2009 | 1    | ÖTRV Staatsmeisterschaft Triathlon Kurzdistanz      | Wien            |            | Neben Irina Kirchler bei den Frauen wurde Höfer beim Vienna City Triathlon Staatsmeister über die olympische Distanz.                                             |
| 24. Mai 2009  | 11   | Ironman 70.3 Austria                                | St. Pölten      |            | als bester Österreicher |
| 2009          | 1    | Kirchbichl Triathlon                                | Kirchbichl      |            | |
| 23. Aug. 2008 | 2    | Waldviertler Eisenmann Triathlon                    | Litschau        | 04:13:38   | 2,3 km Schwimmen, 84 km Radfahren und 21 km Laufen |
| Aug. 2008     | 1    | Krems Triathlon                                     | Krems           | 01:55:48   | Sieger auf der olympischen Distanz |
| 2007          | 22   | ETU Triathlon European Championships                | Kopenhagen      |            | |
| 2007          | 34   | ITU Triathlon World Championships                   | Hamburg         | 01:45:56   | Triathlon-Weltmeisterschaft auf der olympischen Distanz (Kurzdistanz: 1,5 km Schwimmen, 40 km Radfahren, 10 km Laufen)                                            |
| 24. Juni 2006 | 8    | ETU Triathlon European Championships                | Autun           |            | |
| 20. Aug. 2005 | –    | ETU Short Distance Triathlon European Championships | Lausanne        | DNF        | Rennabbruch nach gebrochenem Radpedal bei seiner ersten EM-Teilnahme                                                                                              |
| 13. Juni 2005 | 1    | ÖTRV Staatsmeisterschaft Triathlon Kurzdistanz      | Mieming         |            | Österreichischer Triathlon-Staatsmeister |
| 1999          | 17   | Alpen-Triathlon                                     | Schliersee      | 02:08:22   | |

| Datum/Jahr    | Rang | Wettbewerb      | Austragungsort | Zeit     | Bemerkung                                                                                         |
| ------------- | ---- | --------------- | -------------- | -------- | ------------------------------------------------------------------------------------------------- |
| 30. Juni 2013 | DNF  | Ironman Austria | Klagenfurt     | –        |                                                                                                   |
| 1. Juli 2012  | 4    | Ironman Austria | Klagenfurt     | 08:28:41 | erster Start auf der Ironman-Distanz (3,86 km Schwimmen, 180,2 km Radfahren und 42,195 km Laufen) |

(DNF – Did Not Finish)